# Tunnelbanestationer i Baku
Bakus tunnelbana har 27 stationer fördelat på de tre banorna Linje 1, Linje 2 och Linje 3.

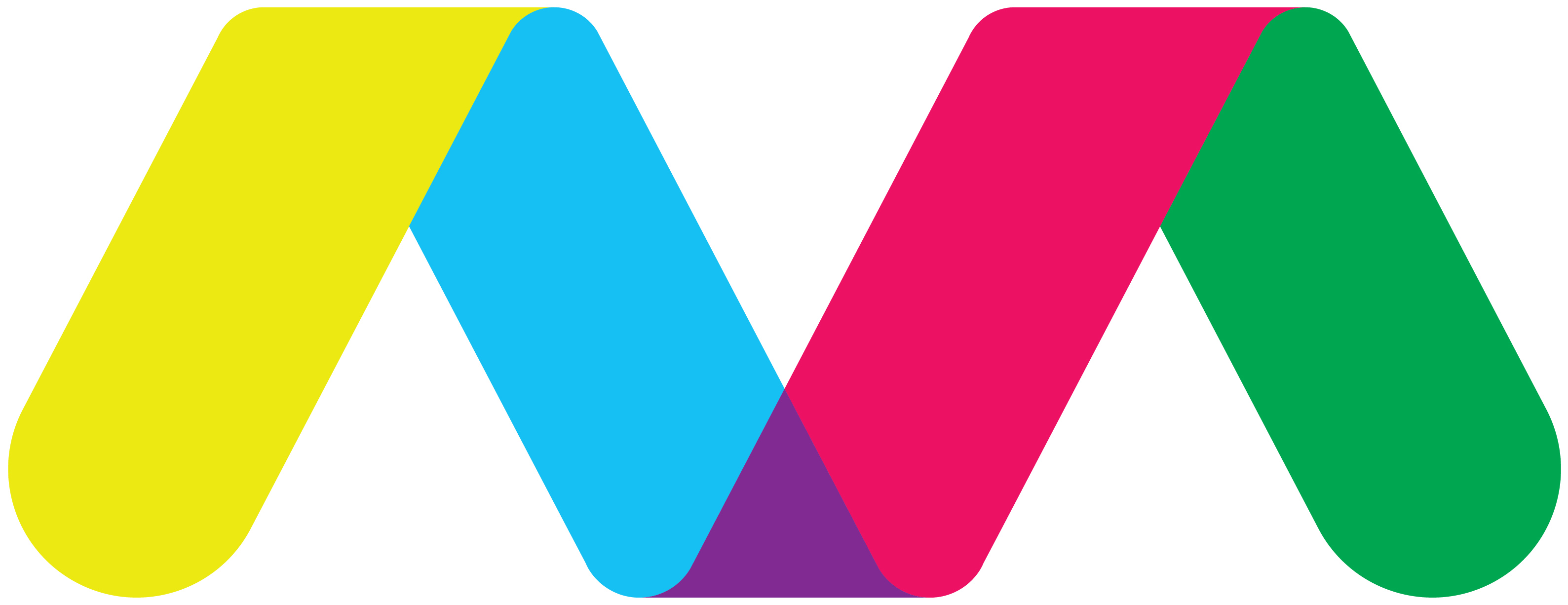
Bakus tunnelbana logo

## Stationer
| Linje 1            | Linje 1          | Linje 1     | Linje 1           |
| Namn               | Invigd           | Stationstyp | Anslutande linjer |
| ------------------ | ---------------- | ----------- | ----------------- |
| İçərişəhər         | 6 november 1967  | Bergstation |                   |
| Sahil              | 6 november 1967  | Bergstation |                   |
| 28 May             | 6 november 1967  | Bergstation | Linje 2           |
| Gənclik            | 6 november 1967  | Bergstation |                   |
| Nəriman Nərimanov  | 6 november 1967  | Bergstation |                   |
| Ulduz              | 5 maj 1970       | Bergstation |                   |
| Koroğlu            | 6 november 1972  | Bergstation |                   |
| Qara Qarayev       | 6 november 1972  | Bergstation |                   |
| Neftçilər          | 6 november 1972  | Bergstation |                   |
| Bakmil             | 28 mars 1979     | Ytstation   |                   |
| Xalqlar Dostluğu   | 28 april 1989    | Bergstation |                   |
| Əhmədli            | 28 april 1989    | Bergstation |                   |
| Həzi Aslanov       | 10 december 2002 | Bergstation |                   |
| Linje 2            |                  |             |                   |
| Namn               | Invigd           | Stationstyp | Anslutande linjer |
| Xətai              | 28 februari 1968 | Bergstation |                   |
| Nizami             | 31 december 1976 | Bergstation |                   |
| Elmlər Akademiyası | 31 december 1985 | Bergstation |                   |
| İnşaatçılar        | 31 december 1985 | Bergstation |                   |
| 20 Yanvar          | 31 december 1985 | Bergstation |                   |
| Memar Əcəmi        | 31 december 1985 | Bergstation | Linje 3           |
| Cəfər Cabbarlı     | 27 december 1993 | Bergstation | Linje 1           |
| Nəsimi             | 9 oktober 2008   | Bergstation |                   |
| Azadlıq prospekti  | 30 december 2009 | Bergstation |                   |
| Dərnəgül           | 29 juni 2011     | Bergstation |                   |
| Linje 3            |                  |             |                   |
| Namn               | Invigd           | Stationstyp | Anslutande linjer |
| Memar Əcəmi-2      | 19 april 2016    | Bergstation | Linje 2           |
| Avtovağzal         | 19 april 2016    | Bergstation |                   |
| 8 Noyabr           | 29 maj 2021      | Bergstation |                   |
| Xocəsən            | 23 december 2022 | Ytstation   |                   |